# Hélène Pilatte
Hélène Pilatte (Sint-Joost-ten-Node, 8 juni 1899 – Kamp Uckermark, 1945) was een Belgische verpleegster en verzetsvrouw in de Tweede Wereldoorlog. Ze werd omgebracht in het vernietigingskamp Uckermark.

## Leven
Haar ouders Louise Petit en Léon Pilatte werkten in de Eerste Wereldoorlog clandestien voor het blad La Libre Belgique, voor de correspondentiedienst Le Mot du Soldat en voor het ontsnappingsnetwerk van Edith Cavell en Philippe Baucq. Ze werden aangehouden en brachten maanden door in gevangenschap. Via haar moeder was Hélène een volle nicht van de verzetsheldin Gabrielle Petit, aan wie ze zich spiegelde.
De eerste roeping van Hélène Pilatte was een religieuze, maar ze trad in 1935 uit om verpleegster te worden. Door toedoen van Fernando Radelet ging ze in maart 1943 voor de Komeetlijn Britse piloten naar Frankrijk smokkelen, vanwaar ze verder konden naar Spanje. De verzetsgroep werd door de Duitsers geïnfiltreerd en in juni werd ze aangehouden. Net als haar ouders een generatie eerder werd ze opgesloten in de Gevangenis van Sint-Gillis. Op 12 november verklaarde het militair gerechtshof van de Luftwaffe haar schuldig aan begunstiging van de vijand en kreeg ze de doodstraf. Enkele dagen later toonde ze zich luchtig en stoïcijns in twee briefjes die ze naar haar familie wist te smokkelen. Haar broers en zus Léon, Mariette en Césaire vertelde ze hoe zij, als ze niet terugkwam, haar geld onderling moesten verdelen.
De nazi's waren ervoor beducht een nieuwe verzetsheldin te creëren en schoven de uitvoering van het vonnis voor zich uit. Nadat Pilatte was overgebracht naar Duitsland, schreef Hermann Göring in februari 1944 om de kwestie over te laten aan Adolf Hitler. Kaalgeschoren en geketend verbleef Pilatte in diverse gevangenissen. In november 1944 werd ze in concentratiekamp Ravensbrück geplaatst, waar ze dwangarbeid voor Siemens verrichtte. Toen ze ziek werd van ontbering, is ze naar het 'sterfkamp' Uckermark getransporteerd. Daar is ze vermoedelijk in januari of februari 1945 vergast. Haar familie was in juni nog altijd in het ongewisse over haar lot.

## Voetnoten
1. ↑  Hélène Pilatte, bel-memorial.org (geraadpleegd 17 januari 2023)